# Schoolplicht
Schoolplicht is een wettelijke verplichting voor kinderen om vanaf een bepaalde leeftijd een school te bezoeken. Deze plicht moet worden uitgevoerd door de opvoedingsgerechtigden, meestal de ouders. Schoolplicht moet niet worden verward met leerplicht, die wel de verplichting oplegt om onderwijs te volgen, maar geen verplichtend bezoek aan een school of andere vorm van onderwijsinstelling. Vaak worden beide begrippen echter door elkaar gebruikt.
Nederland kent sinds 1969 bijna volledige schoolplicht, daar thuisonderwijs sindsdien in principe verboden is. Op bepaalde gronden kan hier echter vrijstelling voor worden aangevraagd, bijvoorbeeld wanneer er sprake is van zogenoemde richtingbedenkingen; dat de ouders geen school in hun omgeving kunnen vinden die overeenkomt met hun eigen levensovertuiging.
België kent geen schoolplicht, wel sedert 1914 een leerplicht, vanaf 5 jaar, en tot 15 jaar. Tussen het 15e en 18e jaar kunnen jongeren deeltijds onderwijs volgen. Aan de leerplicht kan ook worden voldaan door huisonderwijs, als een van de thuisblijvende ouders aantoont over onderwijskundige vaardigheden te beschikken of een privé-leraar in de arm neemt. De ouders moeten echter bewijzen het te kunnen bekostigen, en de onderwijsinspectie controleert of het onderwijs naar behoren plaatsvindt.